# Arabia Deserta
Arabia Deserta (latinsko pomeni "Zapuščena/Zapuščena Arabija"), znana tudi kot Arabia Magna ("Velika Arabija"), je označevala puščavsko notranjost Arabskega polotoka. V starih časih so to deželo poseljevala nomadska beduinska plemena, ki so pogosto vdirala v bogatejše dežele, kot sta Mezopotamija in Arabia Felix.
Arabia Deserta je bila ena od treh regij, na katere so Rimljani razdelili Arabski polotok: Arabia Deserta (ali Arabia Magna), Arabia Felix in Arabia Petraea. Kot ime za regijo je ostalo priljubljeno v 19. in 20. stoletju in je bilo uporabljeno v potovanjih Charlesa M. Doughtyja v Arabski puščavi (1888).